# هادرومریدا
هادرومریدا (نام علمی: Hadromerida) نام یک راسته از رده اسفنج‌های شاخی است.
بعضی از اعضای این راسته، از شکارهای لاک‌پشت پوزه‌عقابی هستند.